# Reprezentacja Norwegii na Mistrzostwach Europy w Wioślarstwie 2007
Reprezentacja Norwegii na Mistrzostwach Europy w Wioślarstwie 2007 liczyła 6 sportowców. Najlepszym wynikiem było 7. miejsce w dwójce podwójnej kobiet.

## Medale

### Złote medale
Brak

### Srebrne medale
Brak

### Brązowe medale
Brak

## Wyniki

### Konkurencje mężczyzn
- dwójka podwójna (M2x): Knut Bjørdal, Hans-Gunnar Grepperud Eikeland – 12. miejsce
- dwójka podwójna wagi lekkiej (LM2x): Kristoffer Brun, Are Strandli – 9. miejsce

### Konkurencje kobiet
- dwójka podwójna (W2x): Martha Helgeland, Tine Schøyen – 7. miejsce